# Oliver Jahn
Oliver Jahn (* 1969 in Oldenburg) ist ein deutscher Filmregisseur, Drehbuchautor, Produzent und Schauspieler. Bekannt wurde er mit der Science-Fiction-Fernsehserie Ijon Tichy: Raumpilot, in der er nicht nur den Titelhelden darstellte, sondern die er auch Co-produzierte, Co-Regie führte und die Drehbücher schrieb.
Er wurde  mit dem Deutschen Fernsehpreis ausgezeichnet und zwei Mal für den Grimme-Preis nominiert.

## Leben
Oliver Jahn wurde 1969 in Oldenburg geboren und wuchs bei Frankfurt am Main auf. Nach der Schulausbildung und dem Zivildienst machte Jahn eine Ausbildung zum Kommunikations- und Informationstechniker an der Universität Gießen. Bis 1994 war er u. a. als selbständiger Unternehmer im Bereich der Elektronikentwicklung und -produktion tätig.
Im Jahr 1995 nahm Jahn ein Studium der Visuellen Kommunikation an der Universität der Künste Berlin auf. Nach dem Vordiplom wechselte er 1997 an die Deutsche Film- und Fernsehakademie Berlin. Dort studierte er Regie. Neben seinem Studium arbeitete Jahn als Editor.
Gemeinsam mit seinen Kommilitonen  Randa Chahoud und Dennis Jacobsen drehte Jahn bereits 1999 und 2000 zwei von Stanisław Lem inspirierte Kurzfilme. 2006–2011 realisierte das Team für das ZDF die auf diesen beiden Filmen basierende 14-teilige Science-Fictionsatire Ijon Tichy: Raumpilot. Die Serie wurde zum Teil in Jahns Wohnung gedreht, die als Filmset diente und das Innere von Ijon Tichys Rakete darstellt.
2007 drehte Jahn wieder in Zusammenarbeit mit dem ZDF den Kinofilm Die Eisbombe, der 2008 auf dem Filmfestival Shanghai seine internationale Premiere feierte und am 7. August 2008 in die deutschen Kinos kam.
Direkt im Anschluss folgte die von Jahn co-produzierte Fortsetzung von Ijon Tichy: Raumpilot. Die Produktionszeit betrug über drei Jahre und Jahn übernahm auch hier wieder, neben der Co-Regie und der Co-Autorenschaft, die Hauptrolle als „Ijon Tichy“. Die zweite Staffel war ab November 2011 zuerst auf ZDFneo und dann im ZDF zu sehen.
2013 wurde der Asteroid 343000 des äußeren Hauptgürtels offiziell in „Ijon Tichy“ umbenannt. Die Namensgebung war inspiriert durch die von Oliver Jahn dargestellte Hauptfigur Ijon Tichy in der Serie Ijon Tichy: Raumpilot. Die Entdecker des Kleinplaneten haben den Namensvorschlag „Ijon Tichy“ an das zuständige „Committee on Small Body Nomenclature (CSBN)“ eingereicht. Nach positiver Entscheidung dieses aus 16 internationalen Berufsastronomen bestehenden Gremiums wurde der Name von der Internationalen Astronomischen Union anerkannt und veröffentlicht. Im gleichen Jahr wurde auch der Asteroid 343444 nach der Serienfigur „Halluzinelle“ getauft, dargestellt von Nora Tschirner.
Im Jahr 2012 baute sich Oliver Jahn einen Unimog zu einem Expeditionsfahrzeug auf, um damit auf Weltreise zu gehen. Im März 2013 startete er seine Reise in Nova Scotia/Kanada und fuhr über 70.000 Kilometer durch 16 Länder entlang der Panamericana bis nach Feuerland.

## Filmografie (Auswahl)
- 1997: Nachtleben
- 1998: Connected
- 1999: Aus den Sterntagebüchern des Ijon Tichy
- 2000: Aus den Sterntagebüchern des Ijon Tichy II
- 2000: In the air tonight
- 2002: Speed Fiction
- 2007: Ijon Tichy: Raumpilot
- 2008: Die Eisbombe
- 2011: Ijon Tichy: Raumpilot 2

## Nominierung und Auszeichnungen (Auswahl)
- 1999: Publikumspreis, Internationales Kurzfilm-Festival Hamburg für „Aus den Sterntagebüchern des Ijon Tichy“
- 1999: Transmediale Berlin, Preis für „Aus den Sterntagebüchern des Ijon Tichy“
- 2007: Deutscher Fernsehpreis – Förderpreis/Regie für Ijon Tichy: Raumpilot gemeinsam mit Randa Chahoud und Dennis Jacobsen
- 2008: Adolf-Grimme-Preis Nominierung für Ijon Tichy: Raumpilot
- 2008: Sonderpreis „Ein Schreibtisch am Meer“ des int. Filmfests Emden-Norderney für Die Eisbombe
- 2012: Adolf-Grimme-Preis Nominierung für Ijon Tichy: Raumpilot 2